# Каромама II
Каромама II (повне ім'я Каромама Меритмут; також відома як Каромама D, Меритмут II) — давньоєгипетська цариця, велика королівська дружина фараона Такелота II з 23-ї династії Єгипту.

## Сім'я
Каромама мала різні титули, такі як дружина царя, дочка царя, володарка Верхнього та Нижнього Єгипту. Вона була дочкою верховного жерця Амона Німлота і леді Тенцепех C. Її бабусею та дідусем по батьківській лінії були фараон Осоркон II і цариця Джедмутесанх.
Каромама вийшла заміж за фараона Такелота II і була матір'ю фараона Осоркона III. Каромама також була бабусею обох фараонів Такелота III і Рудамона, а також Дружина бога Амона Шепенупет I. Каромама відома з «Хроніки Осоркона Б» у Карнаку та "Текстів набережної Нілу, " що датуються правлінням її сина Осоркона III.
```
Осоркон II = Джедмутесанх
           |
         Nimlot C = Tentsepeh C
              |
           
Каромама II
 = Такелот II
                 |
               Осоркон III
```